# 等速率圓周運動
等速率圓周運動（英語：Uniform circular motion），是指物體以等速率沿著圓周作運動，變速率圓周運動與其相對。在這種情況下速度的大小保持不變，但方向不斷的改變。加速度是速度對於時間的變化率，而速度方向的改變構成了加速度，即使速率保持不變，在圓周上運動的物體仍作加速度運動。

## 定義
加速度為速度的變化量與其所需時間的比值，所以瞬時加速度為
{\displaystyle \mathbf {a} (t)=\lim _{\Delta t\to 0}{\frac {\mathbf {v} (t+\Delta t)-\mathbf {v} (t)}{\Delta t}}={\frac {\mathrm {d} \mathbf {v} }{\mathrm {d} t}}={\frac {\mathrm {d} ^{2}\mathbf {x} }{\mathrm {d} t^{2}}}}
作等速率圓周運動的物體雖然在圓周上每個位置的速率皆相同，但運動方向（其切線方向）不同，因此存在加速度來改變其速度方向，以維持物體在圓周上而不至於會脫離原來的運動軌跡，這種加速度稱作向心加速度（Centripetal Acceleration，朝向中心的加速度）或徑向加速度（Radial Acceleration，沿著半徑指向中心的加速度），大小為
{\displaystyle a_{R}={\frac {v^{2}}{r}}}
其中{\displaystyle a_{R}}是向心加速度，{\displaystyle r}是圓周運動的半徑。即使{\displaystyle v}不是恆定的，上式仍可適用。
所以，物體在半徑{\displaystyle r}的圓周上以等速率{\displaystyle v}移動時具有加速度，其方向朝著圓心，大小依{\displaystyle v}和{\displaystyle r}而定：速率{\displaystyle v}愈大，速度改變其方向也愈快；半徑{\displaystyle r}愈大，速度改變其方向也愈慢。
加速度方向指向圓周中心，而速度方向為運動的方向，即其切線方向。因此等速率圓周運動在路徑中每個點的加速度向量和速度向量彼此正交。
圓周運動中，常使用頻率{\displaystyle f}來表示每秒的旋轉次數，以週期{\displaystyle T}來表示完整旋轉一圈所需的時間，兩者互為倒數。

## 應用
離心機和超高速離心機，是做為迅速沉澱材料或分離材料之用。固定在離心機轉子中的裝有液體的試管被加速到極高的轉速，試管內的顆粒會有沿著直線移動的傾向，但是液體抵制顆粒的運動，並施加一個向心力，使得顆粒在一個近似得圓周中移動。流體所施加的抵制力通常不會完全等於{\displaystyle mv^{2}/r}，因此顆粒會朝試管的底部慢慢移動。因為高速旋轉，所以離心機提供一個遠大於正常重力的「有效重力」，而造成較為迅速的沉澱作用。